# Special Ops: Lioness
Special Ops: Lioness är en amerikansk thriller- och dramaserie vars första säsong hade premiär den 23 juli 2023 på Paramount+. Första säsongen bestod av åtta avsnitt. Serien är skapad av Taylor Sheridan som även skrivit seriens manus.

## Handling
Serien kretsar kring en ung kvinnlig marinsoldat som rekryteras av CIA:s Lioness-programm med uppdrag att stoppa en terroristorganisation.

## Rollista (i urval)
- Zoe Saldaña – Joe
- Laysla De Oliveira – Cruz Manuelos
- Dave Annable – Neiln
- Jill Wagner – Bobby
- LaMonica Garrett – Tucker
- James Jordan – Two Cups
- Stepanie Nur – Aaliah
- Austin Hébert – Randy
- Jonah Wharton – Tex
- Hannah Love Lanier – Kate
- Nicole Kidman – Kaitlyn Meade
- Morgan Freeman – Edwin Mullins
- Michael Kelly – Byron Westfield
- Ray Corasani – Ehsan
- Sam Asghari – Kamal
- Carla Mansour – Malika
- Adam Budron – Sami
- Martin Donovan – Errol Meade